# Ali ibn Jahja
Ali ibn Jahja, arab. علي بن يحي (zm. w 1124 r.) – siódmy władca z dynastii Zirydów w Ifrikijji w latach 1116–1124.

## Życiorys
Był synem władcy Ifrikijji Jahji ibn Tamima. W 1113 lub 1114 r. ojciec mianował go gubernatorem Sfaksu. W 1116 r. po śmierci ojca objął po nim tron. Zdobył Tunis, a następnie Kabis (w efekcie musiał odpierać ataki zbiegłego władcy Kabis). Pod koniec życia pogorszyły się jego stosunki z Normanami z Sycylii i miał nawet planować atak na tę wyspę. 
Jego następcą został jego dwunastoletni syn Abul-Hasan al-Hasan ibn Ali, ostatni z Zirydów.